# بين همفريز
بين همفريز (بالإنجليزية: Ben Humphreys)‏ هو شخصية أعمال وسياسي أسترالي، ولد في 17 أغسطس 1934 في بريزبان في أستراليا. حزبياً، نشط في حزب العمال الأسترالي. وقد انتخب عضو مجلس النواب الأسترالي عن دائرة غريفيث ‏ (10 ديسمبر 1977 – 29 يناير 1996).